# 27-мі улани

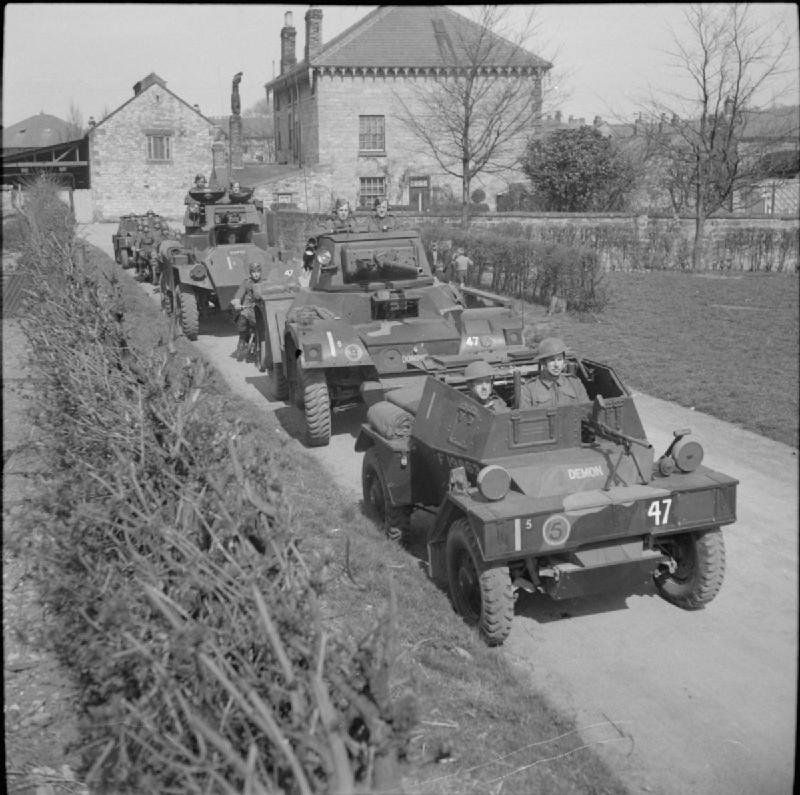
Бронеавтомобілі 27-их уланів, 19 квітня 1942

27-мі улани (англ. 27th Lancers) — кавалерійський полк Британської армії, сформований у 1941 році і розформований у 1945.

## Історія
Полк був сформований у червні 1941 року з кадрів 12-их уланів та увійшов до складу 11-ї бронетанкової дивізії. Пізніше полк був виключений зі складу дивізії та підпорядкован безпосередньо генеральному штабу. З 1944 року полк воював в Італії як окремий розвідувальний полк і закінчив війну в Австрії, де і був розформований.

## Бойові почесті
- Готська лінія[2]
- Плацдарм Савіо[2]
- Взяття Равенни[2]
- Менате[2]
- Філо[2]
- Арджентський прохід[2]
- Болонья[2]
- Форсування Ґаяни[2]
- Італія 1944—1945[2]